# Красное (Киров)
Село́ Кра́сное (также Кра́сное Село́) — слобода в составе Нововятского района города Кирова. До 2005 года — село Кра́сное в составе Кирово-Чепецкого района Кировской области. Находится в 8 км от центра Кирова и в 4 км от центра Нововятского района. Является центром Кировской старообрядческой общины. Вблизи находится железнодорожный разъезд Красносельский.

## География
Слобода расположена вдоль Казанского тракта.

## История
Село основано 1665 году и входило во владения богатейшего вятского рода Рязанцевых, чьи оброчные земли простирались на юг от Хлынова.

## Старообрядческая община
В 2001 администрация города Кирова передала старообрядческой общине здание сельсовета в селе Красном. 9 мая 2001 владыка Андриан, старообрядческий епископ Казанский и Вятский, освятил помещение и благословил перестраивать его в церковь.

## Транспорт
В населённом пункте расположен остановочный пункт (разъезд) на Кировского железнодорожного узла, открытый в 1932 году.
Автобусные маршруты: 16, 44, 46, 54, 87, 103, 109, 154.